# Johannes VI. Pfister
Johannes VI. Pfister (* in Würzburg; † 13. September 1641 in Ebrach) war von 1637 bis 1641 Abt des Zisterzienserklosters in Ebrach.

## Leben
Johannes VI. Pfister wurde in der zweiten Hälfte des 16. oder in der ersten Hälfte des 17. Jahrhunderts im unterfränkischen Würzburg geboren. Über die Namen seiner Eltern schweigen die Quellen, auch etwaige Geschwister des späteren Abtes sind nicht erwähnt. Johannes wuchs wohl in der Residenzstadt auf und besuchte hier wahrscheinlich die Lateinschule. Später ging er in die dortige Universität und studierte hier unter anderem Jura, sodass er bald zum Doktor promoviert wurde.
Während der Besetzung des Klosters durch die protestantischen Schweden im Dreißigjährigen Krieg begleitete der Mönch Johannes Pfister seinen Abt und Vorgänger Johannes V. Dressel in sein Exil ins Rheinland und die Pfalz. Im Jahr 1636 kehrte er ins völlig verarmte Kloster zurück. Nach dem Tod des Johannes Dressel im Frühjahr 1637 wurde Johannes noch im selben Jahr unter dem Vorsitz des Abtes Georg Kihn von Kloster Bildhausen gewählt.
Am 2. Februar 1638 fand dann die Benediktion durch den Würzburger Bischof Franz von Hatzfeld statt. Der neugewählte Abt war hierzu extra nach Würzburg gereist und empfing im Dom seiner Geburtsstadt seine Weihe. Während seiner kurzen Amtszeit hatte das Kloster Ebrach unter vielen Truppendurchzügen zu leiden. Dennoch konnte Johannes Pfister seine Abtei erhalten. Johannes VI. Pfister starb am 20. September 1641 und wurde in der Klosterkirche beigesetzt. Einer seiner Nachfolger, Petrus Scherenberger, ließ später einen Gedenkepitaph in der Kirche aufstellen.